# Geschützter Landschaftsbestandteil Bergbau an der Liesenburg
Der Geschützte Landschaftsbestandteil Bergbau an der Liesenburg mit einer Flächengröße von 7,95 ha liegt südöstlich von Oberveischede im Stadtgebiet von Lennestadt (im Kreis Olpe). Es wurde 2020 durch den Kreistag des Kreises Olpe als Geschützter Landschaftsbestandteil (LB) mit dem Landschaftsplan Nr. 5 Rothaarvorhöhen zwischen Olpe und Altenhundem ausgewiesen. Von 1984 bis 2020 gehörten die Flächen zum Landschaftsschutzgebiet Kreis Olpe. Von 1984 bis 2020 gehörten die Flächen zum Landschaftsschutzgebiet Kreis Olpe. Der LB ist vom Landschaftsschutzgebiet Rothaarvorhöhen, Typ A umgeben.

## Gebietsbeschreibung
Im LB befinden sich teils mächtige Pingen, Halden und Stollen als Relikte des Bergbaus im Gebiet. In historischer Zeit wurden hier Schwertspat, Quarz und Brauneisenstein abgebaut. Der LB ist vollständig bewaldet. Im unteren Hangbereich des Schellenbergs standen bei Ausweisung Fichten und im oberen Hangbereich Laubwald. Ein Wanderweg führt durch das Gebiet.

## Schutzzweck
Die Ausweisung erfolgt:
- „zur Sicherung des ehemaligen Bergbauareals,“
- „als wichtige Komponente der Leistungs- und Funktionsfähigkeit des Naturhaushaltes durch Erhaltung und Entwicklung seltener Biotopstrukturen sowie als Lebensstätte wild lebender Tier- und Pflanzenarten,“
- „zur Sicherung der bergbaulichen Relikte als belebendes Landschaftselement,“
- „zur Abwehr schädlicher Einwirkungen.“[1]

## Verbote
Es wurden zwei spezielle Verbote für den LB erlassen:
- „die Bergbaurelikte, insbesondere Pingen, Schächte und Stollen zu zerstören, aufzufüllen oder in sonstiger Art und Weise zu beschädigen,“
- „mit Laubholz bestockte Teilbereiche nach der Endnutzung mit Nadelholz wiederaufzuforsten.“[1]

## Gebote
Für den LB wurde vier spezielle Gebote erlassen:
- „Müll und Gehölzschnitt aus den Pingen und Abgrabungen zu entfernen,“
- „den Alt- und Totholzanteil zu erhalten und zu vermehren,“
- „Nadelholzbestockung zu Gunsten einer Verjüngung bodenständiger Laubholzarten zu entnehmen,“
- „zum Schutz der historischen anthropogenen Geländeformen forstliche Erschließungsmaßnahmen mit der LWL-Archäologie für Westfalen, Außenstelle Olpe, abzustimmen.“[1]